# Pabna Sadar
Pabna Sadar è un sottodistretto (upazila) del Bangladesh situato nel distretto di Pabna, divisione di Rajshahi. Si estende su una superficie di 443,90 km² e conta una popolazione di 431.513 abitanti (dato censimento 1991).